# Andreas Erhardt

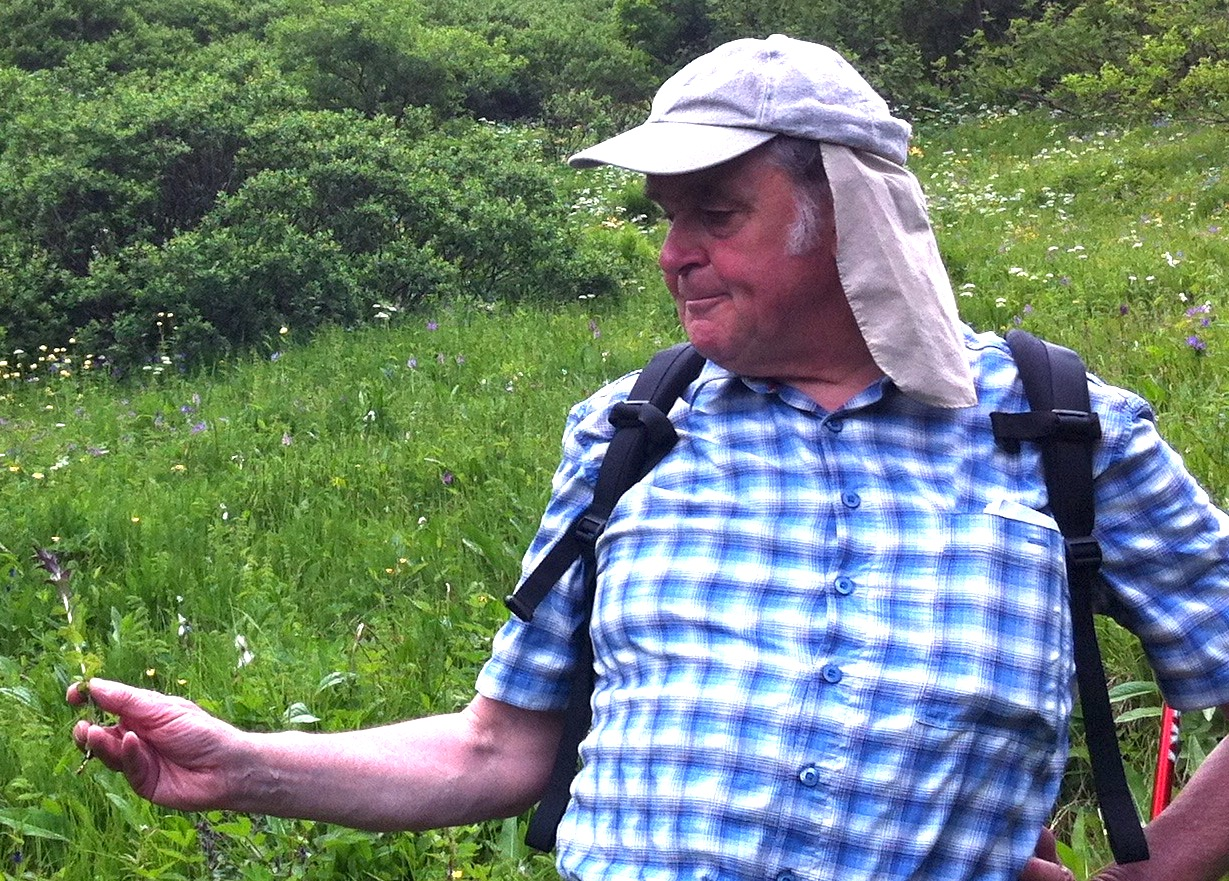
Andreas Erhardt auf einer pflanzenbiologischen Exkursion für Studierende der Universität Basel und der FHNW (Vogesen 2014)

Andreas „Res“ Erhardt (* 1951) ist ein Schweizer Ökologe und emeritierter Hochschullehrer an der Universität Basel sowie Politiker (Sozialdemokratische Partei der Schweiz).

## Leben
Erhardt studierte an der Universität Basel Zoologie und schloss sein Diplom mit einer Arbeit über die Biologie von Tintenfischen ab. 1981 legte er seine Dissertation in Botanik an der Universität Basel über Effekte von Nutzungsänderungen auf Pflanzen- und Schmetterlingsgesellschaften im Tavetsch vor. Nach Forschungsaufenthalten in Basel und an der University of California, Berkeley in den USA folgte 1991 die Habilitation an der Universität Basel. Ab 1995 war Erhardt nebst seiner Forschungstätigkeit und seinem Lehrauftrag an der Universität Basel als Kantonsschullehrer am Gymnasium Bäumlihof in Basel tätig.
Seit 2016 ist Erhardt emeritiert.

## Forschung
Erhardts Forschungsschwerpunkte sind:
- Interaktionen zwischen Schmetterlingen und Pflanzen
- Bestäubungs- und Reproduktionsbiologie einheimischer Nelkenarten
- Lebensraumveränderungen: Eine Gefahr für die Biodiversität

Erhardt ist Vorsitzender der Arbeitsgruppe Tagfalterschutz im Baselland sowie Mitglied des Forums Genforschung SCNAT.

## Politik
Politisch war Andreas Erhardt während elf Jahren als SP-Vertreter im Einwohnerrat seiner früheren Wohngemeinde Binningen aktiv. Danach war er Mitglied in der Gemeindekommission in Bottmingen.
Andreas Erhardt setzt sich für den Umweltschutz und für die Biodiversität und gegen die globale Erwärmung ein. Frei nach dem Motto ‚Global denken – lokal handeln’ ist er der Ansicht, dass auch auf kommunaler Ebene umweltpolitisches Denken und Handeln gefördert werden muss. Daneben ist ihm auch das Engagement für sozial Schwache und für benachteiligte Gesellschaftsgruppen wichtig.
Andreas Erhardt ist Mitglied mehrerer Umweltverbände (Pro Natura, WWF, Tierschutz und Greenpeace). Er engagiert sich auch in beruflichen Fachverbänden.

## Privat
In seiner Freizeit ist der Jazzliebhaber Erhardt als Tenorsaxophonist aktiv.